# Sony Cyber-shot DSC-H3
Le Cyber-shot DSC-H3 est un appareil photographique numérique de type bridge fabriqué par Sony.
L'appareil offre une résolution maximum de 8,1 mégapixels, et possède un zoom optique de 10x, le tout dans un format compact.

## Caractéristiques
- Capteur CCD 1/2,5 pouces - définition : 8,1 millions de pixels
- Zoom optique : 10x, numérique : 2x
  - Distance focale équivalence 35 mm : 38-380 mm
  - Ouverture maximale de l'objectif : F/3,5-F/4,4
  - Stabilisateur optique Super Steady Shot
- Vitesse d'obturation : Auto: 1/4 à 1/2000 seconde
- Sensibilité : ISO 100 à ISO 3200
- Vidéo : 640x480 à 30 images/s
- Stockage : Memory Stick Duo et Memory Stick Pro Duo, mémoire interne: 31 Mo
- Connectique: USB 2.0
- Compatible PictBridge
- Écran LCD de 2,5 pouces
- Batterie propriétaire rechargeable lithium-ion NP-BG1 et chargeur
- Poids : 264 g - 380 g avec accessoires
- Finition : noir